# Heights
Pour plus de détails, voir Fiche technique et Distribution.
Heights est un film américain réalisé par Chris Terrio, sorti en salles en 2005.

## Synopsis
Vingt quatre heures durant lesquelles les vies de cinq new-yorkais vont s'entremêler: Isabel, une jeune photographe; Jonathan, son futur mari; Diana, sa mère; Alec, un jeune acteur; et Peter, un journaliste.

## Fiche technique
- Réalisation : Chris Terrio
- Scénario : Amy Fox (en)
- Musique : Ben Butler et Martin Erskine
- Photographie : Jim Denault
- Montage : Sloane Klevin
- Producteurs : Kai Wong, Richard Hawley, Ismail Merchant, James Ivory
- Sociétés de production : Merchant Ivory Productions
- Distribution : Sony Pictures
- Format : 1,78:1 - Dolby / DTS
- Pays de production :  États-Unis
- Langue : Anglais
- Genre : Drame
- Durée : 93 minutes
- Date de sortie : 17 juin 2005 (États-Unis)

## Distribution
- Glenn Close - Diana Lee
- Elizabeth Banks - Isabel Lee
- James Marsden - Jonathan Kestler
- Jesse Bradford - Alec Lochka
- John Light - Peter Cole
- Rufus Wainwright - Jeremy
- Eric Bogosian - Henry
- George Segal - Rabbi Mendel
- Andrew Howard - Ian
- Isabella Rossellini - Liz
- Matthew Davis - Mark
- Michael Murphy - Jesse
- Chandler Williams - Juliard Macbeth
- Bess Wohl - Juilliard Lady Macbeth
- Thomas Lennon - Marshall
- Jim Parsons - Oliver